# Tuberaleyrodes spiniferosa
Tuberaleyrodes spiniferosa es un hemíptero de la familia Aleyrodidae, con una subfamilia: Aleyrodinae.
Fue descrita científicamente por primera vez por Corbett en 1933.